# القنطرة (عين العرب)
القنطرة  قرية سوريّة تتبع إداريّاً لمحافظة حلب منطقة عين العرب ناحية مركز عين العرب، بلغ تعداد سكانها 884 نسمة حسب التعداد السكاني لعام 2004.